# Мезеи, Тамаш
Тамаш Мезеи (венг. Mezei Tamás; род. 14 сентября 1990, Будапешт) — венгерский ватерполист, игрок сборной Венгрии. Бронзовый призёр летних Олимпийских игр 2020 года, чемпион Европы 2020 года, серебряный призёр чемпионата мира 2017 года.

## Карьера
На клубном уровне Тамаш Мезеи с 2009 года выступал за различные команды Венгрии. Трёхкратный чемпион Венгрии (2015, 2016, 2019), победитель Лиги чемпионов (2017 и 2019).
С 2014 года привлекался к выступлениям за первую национальную сборную. В 2017 году на чемпионате мира в Будапеште венгры, в составе которых играл Мезеи, завоевали серебряные медали. В финале уступили сборной Хорватии 6:8.
В 2020 году на домашнем чемпионате Европы венгерская сборная, в составе которой выступал Тамаш Мезеи, завоевала золотые медали. В финальном матче Венгрия переиграла сборную Испании в серии послематчевых штрафных бросков.
В 2021 году принимал участие в летних Олимпийских играх в Токио, где венгры стали бронзовыми призёрами турнира.

## Награды
- Золотой Крест «За Заслуги» (2021).